# Sant'Anatolia di Narco
Sant'Anatolia di Narco là một đô thị ở Tỉnh Perugia trong vùng Umbria, có khoảng cách khoảng 60 km về phía đông nam của Perugia. Tại thời điểm ngày 31 tháng 12 năm 2004, đô thị này có dân số 585 người và diện tích là 47,2 km².
Sant'Anatolia di Narco giáp các đô thị: Monteleone di Spoleto, Poggiodomo, Scheggino, Spoleto, Vallo di Nera.